# Shigaken-gokoku-jinja
Shigaken-gokoku-jinja (滋賀縣護國神社) är en shinto-helgedom i Hikone, Shiga prefektur. Den är dedikerad till över 34 000 krigsdöda med relation till Shiga prefektur från boshinkriget till och med andra världskriget. Den räknas numera till en av shintoförbundets speciella helgedomar (beppyō-jinja).

## Historia
Helgedomens historia börjar år 1869 då ett stenmonument dedikerat till andarna av 26 soldater vilka stupat i boshinkriget uppfördes i templet Ryōtan-ji i Hikone. 1875 utfärdades ett statligt direktiv för att göra om stenmonumentet till en helgedom på initiativ av Hikones f.d. feodalherre, Ii Naonori. Följande år flyttades monumentet till den nuvarande platsen, där även ett shaden uppfördes och invigdes.
År 1939 utnämndes den till en helgedom för vördnad av de krigsdöda (gokoku-jinja) av inrikesministern och fick sitt nuvarande namn. Under den amerikanska ockupationen efter stillahavskriget fick den namnet Sazanami-jinja (沙々那美神社), och blev en av shintoförbundets speciella helgedomar (beppyō-jinja).
Efter att Japan återfått sin självständighet fick helgedomen tillbaka sitt förra namn år 1953.

## Område
- Honden
- Noritosha
- Haiden
- Yokurō
- Shigaken eirei kenshōkan
- Shamusho